# Boronia excelsa
Boronia excelsa är en vinruteväxtart som beskrevs av M. F. Duretto. Boronia excelsa ingår i släktet Boronia och familjen vinruteväxter. Inga underarter finns listade i Catalogue of Life.